# Novocynodon kutorgai
Novocynodon kutorgai és una espècie de cinodont extint de la família dels trinaxodòntids que visqué durant el Permià mitjà en allò que avui en dia és Rússia. Es tracta de l'única espècie del gènere Novocynodon. El nom genèric Novocynodon és una combinació del nom de la localitat de Novo-Nikólskoie i «cinodont», mentre que el nom específic kutorgai fou elegit en honor del zoòleg i mineròleg Stefan Kútorga, el primer científic a descriure els teràpsids de l'Europa de l'Est.